# Сен-Сильвен (Кальвадос)
Сен-Сильве́н (фр. Saint-Sylvain) — коммуна во Франции, находится в регионе Нижняя Нормандия. Департамент коммуны — Кальвадос. Входит в состав кантона Бретвиль-сюр-Лез. Округ коммуны — Кан.
Код INSEE коммуны — 14659.

## Население
Население коммуны на 2010 год составляло 1289 человек.
| 1962 | 1968 | 1975 | 1982 | 1990 | 1999 | 2010 |
| ---- | ---- | ---- | ---- | ---- | ---- | ---- |
| 642  | 642  | 715  | 838  | 850  | 977  | 1289 |

## Экономика
В 2010 году среди 815 человек трудоспособного возраста (15—64 лет) 623 были экономически активными, 192 — неактивными (показатель активности — 76,4 %, в 1999 году было 75,1 %). Из 623 активных жителей работали 565 человек (291 мужчина и 274 женщины), безработных было 58 (31 мужчина и 27 женщин). Среди 192 неактивных 55 человек были учениками или студентами, 91 — пенсионерами, 46 были неактивными по другим причинам.